# Xhubleta
Xhubleta je valovito ljudsko krilo v obliki zvona, ki ga tradicionalno nosijo Albanke v severni Albaniji, na Kosovu, v Severni Makedoniji in Črni gori. Gre za edinstveno vrsto oblačila zaradi svoje posebne oblike, strukture in oblike okraševanja, ki se je iz davnih časov ohranilo izključno na albansko naseljenih ozemljih. Obstajata dve vrsti xhublete: ena je ozka, druga pa široka. Unesco je xhubleto leta 2022 uvrstil na seznam nesnovne kulturne dediščine, ki jo je nujno nemudoma zavarovati.

## Zgodovina
Xhubleta je starodavnega izvora in se ustrezno povezujejo s staro sredozemsko civilizacijo, saj je podobna oblačilom nekaterih neolitskih figur, najdenih v Bosni in Hercegovini, pa tudi na drugih območjih Sredozemlja, datiranih v drugo tisočletje pred našim štetjem. Običajno je okrašena z albanskimi simbolnimi elementi starega poganskega izvora, kot so simboli sonca, lune, zvezd, orlov in kač. Večinoma geometrijski okraski kažejo na arhaičnost te noše.

## Opis
Xhubleta je običajno obešena na ramena z dvema pasovoma. Ima 13 do 17 trakov in 5 kosov filca. Prsni del in del xhublete, ki jo pokriva predpasnik, so narejeni iz kvačkane črne volne. Na zadnjem delu je poudarjena zvončasta oblika.
Obstajata dve vrsti xhublete: ena je ozka, druga pa široka. Od barv se danes uporabljata le dve: bela za neporočene ženske in črna za poročene, vendar so jih v preteklosti uporabljali več, o čemer priča avtor iz 17. stoletja, ki je zapisal, da pav nima toliko barv kot xhubleta, ki so jo nosile ženske iz Kelmenda. Zmanjšanje števila barv v zadnjih dveh stoletjih naj bi bila posledica omejene uporabe tega oblačila le v odročnih gorskih območjih.